# Mengeringhausen

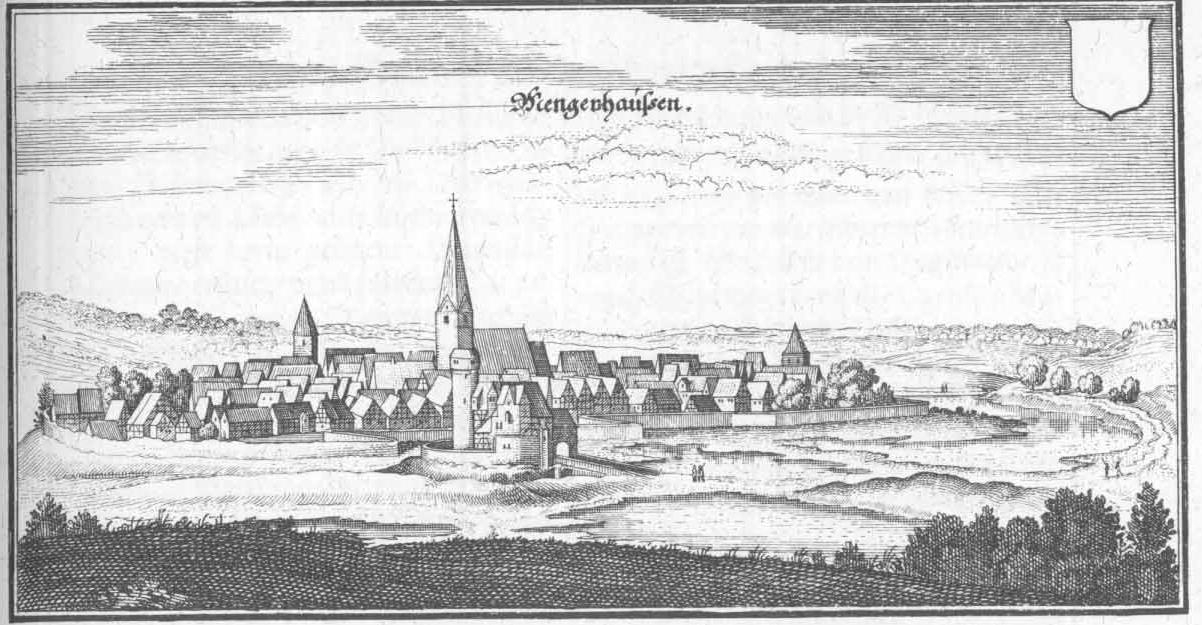
Mengeringhausen em 1655

Mengeringhausen é um (concelho, distrito) de Bad Arolsen em Waldeck-Frankenberg, Hesse, Alemanha. Sua população é estimada em 3.800. Em 1974, Mengeringhausen foi incorporada à cidade Bad Arolsen.